# Брайтбарт, Эндрю
Эндрю Брейтбарт (1 февраля 1969, Лос-Анджелес, Калифорния — 1 марта 2012, Лос-Анджелес, Калифорния) — американский издатель, журналист и редактор консервативного толка. Создатель сайта Breitbart News. Вместе с Мэттом Драджем стоял у истоков создания Drudge Report. Также он был актёром и продюсером кино.

## Биография
Окончил Тулейнский университет в Новом Орлеане. После пришел работать редактором в Drudge Report. В 2005 году запустил свой сайт — Breitbart News. В дальнейшем Брейтбарт основал ещё несколько онлайн СМИ — Big Hollywood, Big Government и Big Journalism.
В 2009 году он разместил ролик, сделанный сторонником консерваторов во время спецоперации. В нём активисты ACORN (Ассоциация местных организаций за немедленные реформы) консультировали по вопросам открытия публичного дома с несовершеннолетними девушками из Латинской Америки. Из-за скандала, вызванного публикацией ролика организация потеряла поддержку американских государственных и общественных структур и вскоре перестала существовать. Это была первая громкая история, которой мог похвастаться Брейтбарт.
В 2010 году произошёл ещё один скандал с его участием. На сайте BigGovernment.com появилось смонтированное видео, на котором темнокожая сотрудница министерства сельского хозяйства США Ширли Шеррод якобы хвасталась историей 24-летней давности, когда она не помогла белому фермеру. Женщину уволили с работы под давлением общественности. Позднее оказалось, что ролик был смонтирован из 43-минутного оригинала и являлся намеренной провокацией Брайтбарта. Администрации Барака Обамы пришлось извиняться перед Шеррод.
В следующем году создатель Breitbart News стал инициатором ещё одного скандала — он разослал в прессу непристойные фото конгрессмена Энтони Вайнера, которые тот рассылал многочисленным девушкам при знакомстве. После произошедшего политик подал в отставку.
Эндрю умер в Лос-Анджелесе в возрасте 43 лет. В конце жизни он жаловался на боли в сердце.

## Breitbart News
Breitbart News Network (в переводе с англ. — «новостная сеть Брейтбарта») — ультраправый сайт, в котором собраны новости, мнения и комментарии. Руководство сайта базируется в Лос-Анджелесе; корпункты располагаются в Техасе, Лондоне и Иерусалиме. Создатель окрестил его «правым Huffington Post». В разное время в издании работали такие люди, как — Майло Яннопулос и Стивен Беннон. Считается, что сайт сыграл большую роль в победе Дональда Трампа в президентской кампании 2016 года.